# Luzuriaga (Argentina)
Luzuriaga es un distrito ubicado en el noroeste del departamento de Maipú, provincia de Mendoza, Argentina.

## Descripción
Se caracteriza por poseer un pequeño centro urbano con locales de comida y ropa, y a su vez, comprende parte de la zona industrial más importante de Mendoza. Sus calles principales son la calle Sarmiento (con sus distintivos caños amarillos) y la Francisco Gabrielli (ex carril Urquiza). El barrio Antártida Argentina I es uno de los barrios más considerables por su tamaño, así como también el barrio Varaschín Mallea, donde se encuentra situada la Cristalería Cattorini Hermanos, de gran importancia en la provincia.

## Toponimia
Toma su nombre en honor al prócer Toribio de Luzuriaga quien participó en la campaña libertadora de Argentina, Chile y Perú.

## Transporte

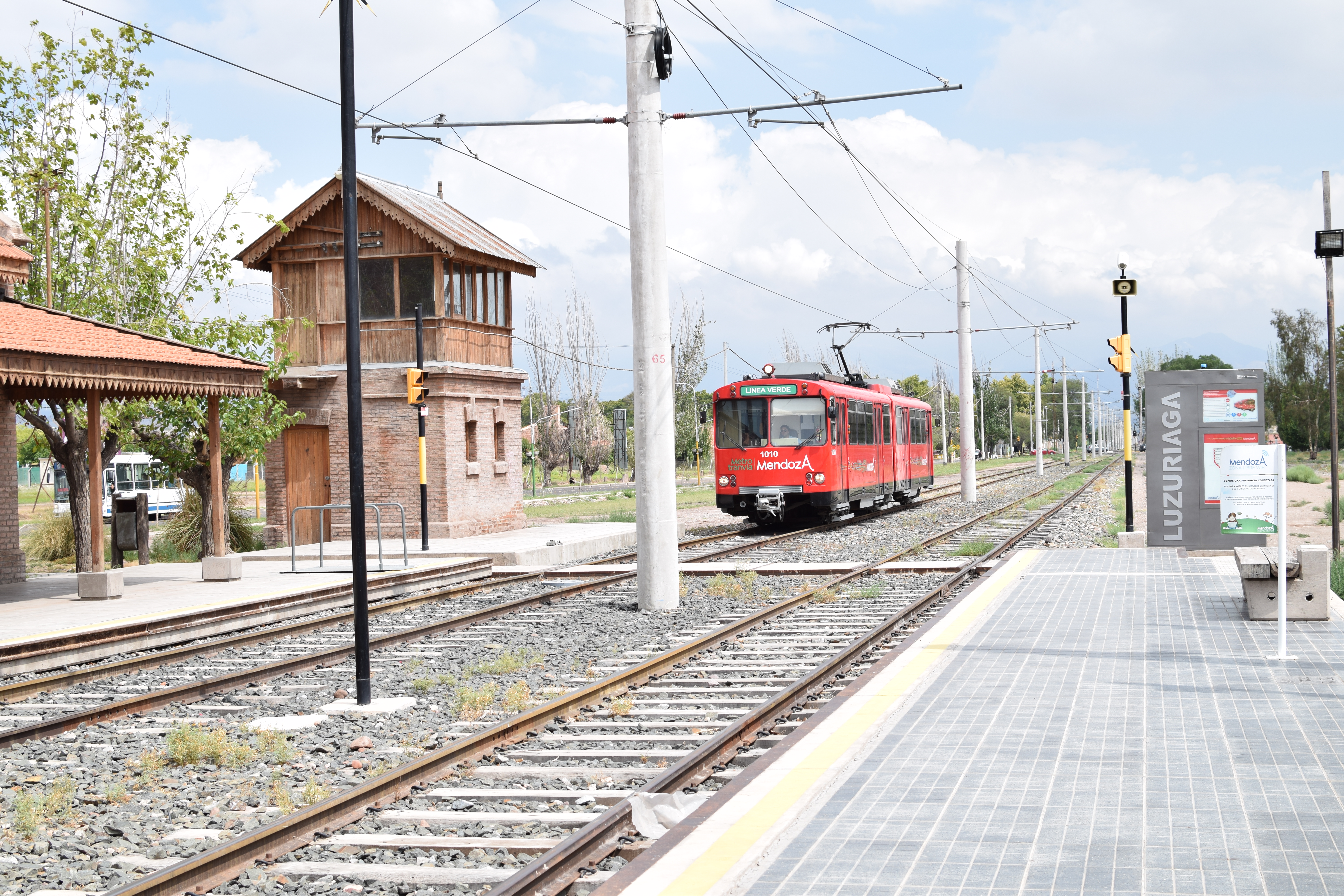
Metrotranvía en la Estación Luzuriaga.

Por Luzuriaga pasan muchas líneas de autobús de Mendoza y el Metrotranvía de Mendoza; en la localidad se encuentran tres paradores y el taller ferroviario.

## Cultura
Una de las máximas figuras autorales del folklore argentino, Armando Tejada Gómez, vivió gran parte de su vida en Luzuriaga, en la casa que poseía en calle República de Siria del Barrio Vargas. Debido a la estrecha relación que el poeta tenía con Mercedes Sosa, la artista llegó a vivir más de dos años en dicha propiedad. La vivienda todavía conserva la estructura original de cuando era habitada por ellos.

## Parroquias de la Iglesia Católica
| Iglesia católica | Iglesia católica          |
| Arquidiócesis    | Mendoza                   |
| ---------------- | ------------------------- |
| Parroquia        | María Madre de la Iglesia |